# Alyssa Reid
Alyssa Reid (Edmonton, 15 marzo 1993) è una cantautrice canadese.
Ha partecipato al talent show canadese The Next Star, al quale partecipano soprattutto adolescenti, e, nonostante non abbia vinto, si è guadagnata un posto in finale.
Il singolo di debutto di Alyssa, Alone Again, è stato pubblicato a dicembre 2010 in Canada, dove ha raggiunto l'undicesima posizione, e a gennaio 2012 in Europa. Ha avuto un ottimo successo nel Regno Unito, dove si è piazzato al secondo posto. Il brano contiene elementi della canzone del 1987 delle Heart Alone. Alone Again è stata nominata ai MuchMusic Video Award come Video pop dell'anno. A febbraio 2011 Alyssa Reid è stata eletta Artista emergente canadese. Il suo secondo singolo, The Game, uscito a maggio 2011, ha anticipato la pubblicazione del suo album di debutto, anch'esso chiamato The Game, che è stato messo in commercio il 21 giugno 2011.

## Discografia

### Album
- 2011 - The Game
- 2014 - Time Bomb
- 2015 - Phoenix

### EP
- 2018 - Burnout

### Singoli
- 2010 - Alone Again
- 2011 - The Game
- 2011 - Without You
- 2012 - Talk Me Down
- 2013 - Running Guns
- 2013 - Satisfaction Guarantited
- 2014 - Hurricane
- 2015 - Dangerous
- 2015 - Tomorrow
- 2016 - Rollercoaster
- 2016 - Badlands
- 2017 - High